# Boyden
Boyden – miasto w Stanach Zjednoczonych, w stanie Iowa, w hrabstwie Sioux.

## Demografia
Zgodnie ze spisem statystycznym z 2010 roku, miasto liczyło 707 mieszkańców. W 2023 roku liczba mieszkańców spadła nieznacznie do 697 osób, a gęstość zaludnienia poniżej 775 osób/km².